# Ulyana (storfurstinna av Moskva)
Ulyana, död efter 1360, var storfurstinna av Moskva 1332–1340, gift med storfurst Ivan I av Moskva.
I väntan på döden utarbetade Ivan I ett dokument i februari 1340, enligt vilket han delade furstendömet Moskva mellan sina tre söner och sin andra hustru Ulyana med "mindre barn", som listade städer, byar och bosättningar, såväl som guldet efter hans första fru Elena. 